# Rupert Gould
Thomas Rupert Gould' (16 de noviembre de 1890 – 5 de octubre de 1948), fue un teniente comandante de la Marina Real Británica. 

## Biografía
Se crio en Southsea, cerca de Portsmouth, donde su padre era profesor de música y organista. Desde el 15 de enero de 1906, estuvo formándose en el buque escuela HMS Britannia  perteneciente al Britannia Royal Naval College de Dartmouth, formó parte de la promoción Graynville, y tras los exámenes de Pascua de 1907, quedó entre los primeros de su clase. Se convirtió en guardiamarina y, por tanto, en oficial de la marina, el 15 de mayo de 1907. Inicialmente sirvió en el HMS Formidable y después en el HMS Queen bajo el mando del capitán David Beatty en el Mediterráneo. Posteriormente fue destinado a China, primero a bordo del HMS Kinsha y, a continuación, en el HMS Bramble. Él escogió la "navegación" como especialización, y tras conseguir la calificación como oficial de navegación, sirvió en el HMS King George V, y el HMS Achates hasta el estallido de la Primera Guerra Mundial, momento en el que sufrió una crisis nerviosa y dejó el servicio con licencia médica. Durante su recuperación, estuvo destinado en el departamento Hidrográfico del Almirantazgo, donde se convirtió en un experto en diversos aspectos de la historia naval, la cartografía y las expediciones a las regiones polares.
El 9 de junio de 1917 se casó con Muriel Estall. Se separaron judicialmente en noviembre de 1927. Tuvieron dos hijos, Cecil (nacido en 1918) y Jocelyne (nacida en 1920). Sus últimos años los pasó en Barford St Martin, cerca de Salisbury, donde utilizó sus conocimientos de relojería para reparar y restaurar el reloj parado de la torre de la iglesia.
Gould es quizás más conocido por la restauración de los cronómetros marinos de John Harrison. El actor Jeremy Irons le representó en la serie de televisión Longitud, una dramatización del libro de Dava Sobel The True Story of a Lone Genius Who Solved the Greatest Scientific Problem of His Time, que relató en parte la labor de Gould en la restauración de los cronómetros.
También fue divulgador científico, dando una serie de charlas para la BBC en horario infantil a partir de enero de 1934, bajo el nombre de "The Stargazer", charlas que más tarde fueron recopiladas y publicadas. También participó en el programa de radio de la BBC Brains Trust.

## Escritor
Además, escribió y publicó una ecléctica colección de libros sobre temas que van desde la relojería (la ciencia y el estudio de los dispositivos de cronometraje) al Monstruo del lago Ness. Su libro más famoso de relojería fue "The Marine Chronometer, Its History and Development" (El cronómetro marino, su historia y desarrollo), se publicó por primera vez en 1923 por JD Potter y fue la primera monografía académica sobre el tema. En general, fue el texto sobre cronómetros marinos más autorizado durante medio siglo.
En 1947 fue galardonado con la Medalla de Oro del British Horological Institute.

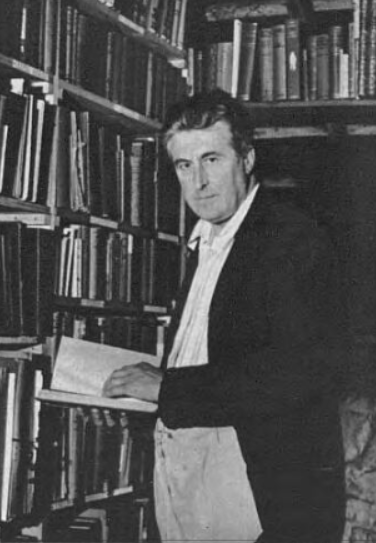
Fotografía del teniente-comandante de la Marina Real Británica, Rupert T. Gould, tomada por autor anónimo en 1942